# Coll de Jovell (Josa i Tuixén)
El coll de Jovell és una collada de 1.793 metres que enllaça la serra del Cadí, al nord, amb la del Cadinell, al sud. Separa la vall de Josa de Cadí, a l'est i la de Cornellana a l'oest.

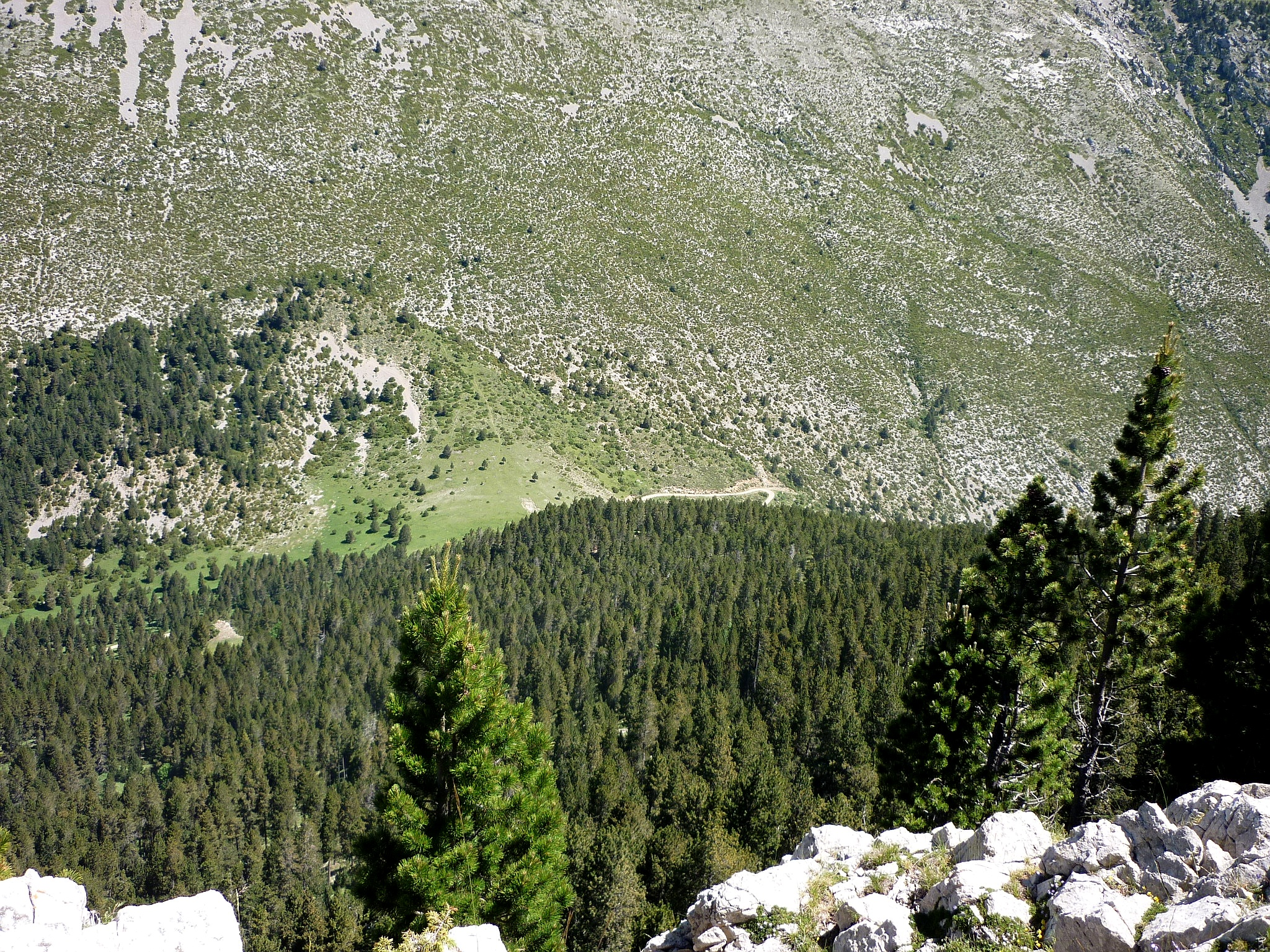
Vista aèria del Coll de Jovell des del Cadinell

Està situat al municipi de Josa i Tuixén.
Hi passa el GR-150-1 que, des del coll de Pal, a l'est de la Tosa d'Alp, ressegueix tota la carena del Cadí-Moixeró fins a la canal de Migdia, a l'oest, on baixa al coll de Jovell amb destí a Gósol. Una pista forestal en bastant bon estat, que surt a tocar de Josa, sota mateix de l'ermita romànica de Santa María, permet pujar en 5,8 km al coll. Des d'allí continua en baixada per arribar a Cornellana després de 8,5 km. més.
Des del coll puja la ruta normal per accedir al Cadinell, de 2.113 metres, i a la carena del Cadí, a 2.600 metres, seguint el GR.